# Thüringer Symphoniker Saalfeld-Rudolstadt
Die Thüringer Symphoniker Saalfeld-Rudolstadt sind ein im 17. Jahrhundert als Hofkapelle gegründetes Sinfonieorchester mit Sitz in Rudolstadt.

## Geschichte
1635, zur Regierungszeit Graf Ludwig Günthers I. von Schwarzburg-Rudolstadt, wurde das Orchester als „Rudolstädter Hofkapelle“ erstmals erwähnt. Zu den frühen Musikdirektoren gehörten Philipp Heinrich Erlebach (1657–1714) und Traugott Maximilian Eberwein (1775–1831), die für ein reiches und weltoffenes Musikleben sorgten. So brachte Eberwein von 1808 an mehrere neue Werke Beethovens in Rudolstadt zur Aufführung, darunter auch 1827 die 9. Sinfonie.
Seit 1793 begleitete die Hofkapelle auch sämtliche Opernaufführungen im neueröffneten Rudolstädter Theater, das von 1794 bis 1803 durch das von Goethe geleitete Ensemble des Weimarer Hoftheaters bespielt wurde. Zu den Opern, die hier kurz nach ihrer Uraufführung auf die Bühne kamen, gehörten Webers Der Freischütz (1822) und Aubers Die Stumme von Portici (1828). 1834 gastierte Richard Wagner als junger Musikdirektor der Bethmannschen Operntruppe sechs Wochen lang in Rudolstadt. 1855 kam sein Tannhäuser hier zur Aufführung.
Auch bekannte Instrumentalvirtuosen spielten mit dem Orchester, so 1829 Niccolò Paganini und 1844 Franz Liszt.

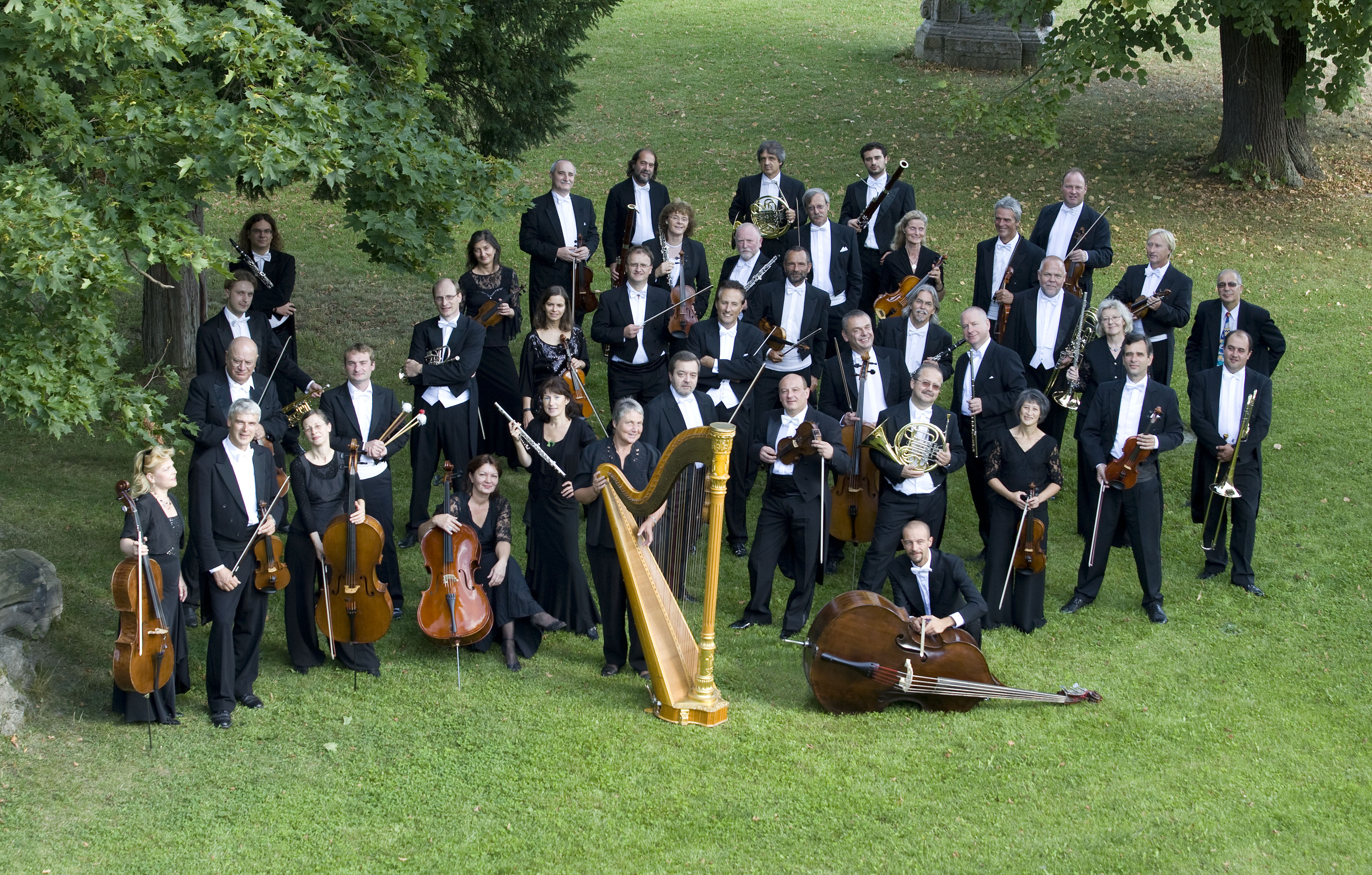
Thüringer Symphoniker Saalfeld-Rudolstadt

Nach Gründung des Freistaats Thüringen 1919 erhielt das Theater den Status einer Landesbühne und das Orchester wurde in „Thüringer Landeskapelle Rudolstadt“ umbenannt. Am 24. und 25. September 1921 veranstaltete der Musikdirektor Ernst Wollong zusammen mit der Leitung der „Deutschen Musikabende“ und der „Städtischen Singakademie“ in Rudolstadt und auf Schloss Heidecksburg das erste „Historische Musikfest“. Weitere bedeutende Dirigenten in der Zeit zwischen den beiden Weltkriegen waren Otto Hartung und Hans Swarowsky. 1928 dirigierte Eugen d’Albert das Orchester zur Aufführung seiner Oper Die toten Augen auf der Heidecksburg.
Nach der Wiedervereinigung wurde 1992 die Landeskapelle Rudolstadt mit dem seit 40 Jahren bestehenden staatlichen Sinfonieorchester der benachbarten Stadt Saalfeld unter dem neuen Namen „Thüringer Symphoniker Saalfeld-Rudolstadt“ zusammengelegt. Zu dieser Zeit unternahm der aus Bayreuth stammende Theaterintendant Peter P. Pachl den Versuch, die Rudolstädter Festspieltradition mit Werken des künstlerisch umstrittenen Hitlerfreundes Siegfried Wagner im Mittelpunkt neu zu beleben. 1995 begann eine Kooperation mit der Landeskapelle Eisenach, die jedoch 2003 wieder beendet wurde.
Seit 1997 ist Oliver Weder Musikdirektor und bietet in beiden Städten ein umfangreiches Programm an Sinfonie- und Schlosskonzerten sowie zahlreiche Sonder-, Jugend- und Kinderkonzerte an. Ab 2003 gestalten die Thüringer Symphoniker den Musiktheaterspielplan in Kooperation mit dem Musiktheaterensemble des Theaters Nordhausen sowie mit Eigenproduktionen und einer Zusammenarbeit mit den Musikhochschulen Weimar, Leipzig und Mainz.
Mit der Intendanz von Steffen Mensching begann 2008 eine Reihe von Schauspiel-Orchester-Produktionen, in denen die besondere Rudolstädter Konstellation des Hauses mit seinen Sparten Schauspiel und Orchester sehr erfolgreich zum Tragen kommt. Insbesondere die Anti-Depressionsrevue "Drunter und Drüber" zum 20-jährigen Wende-Jubiläum und "Die Schicksalssinfonie" erlangten durch Gastspiele im Berliner Maxim-Gorki-Theater und Fernsehaufzeichnungen überregionale Aufmerksamkeit. Überregional profilierten sich die Thüringer Symphoniker Saalfeld-Rudolstadt in den vergangenen Jahren mit regelmäßigen Konzertgastspielen u. a. in Hessen, Bayern, Niedersachsen, Baden-Württemberg (bei den Ludwigsburger Schlossfestspielen) und Berlin. Hinzu kamen CD-Einspielungen mit Instrumentalwerken der historischen Rudolstädter Musiktradition. 2009 und 2010 folgten Fernsehaufzeichnungen für den MDR und Arte.
Seit 2008 beteiligt sich das Orchester auch am jährlichen Tanz und Folk-Festival Rudolstadt und musizierte dabei u. a. mit Arlo Guthrie und Juan José Mosalini.
Prominente Einladungen führten die Thüringer Symphoniker zuletzt zum Festival "Berlin – St. Petersburg" in die Glinka-Kapelle St. Petersburg und im Wagner-Jahr 2013 nach Bayreuth.

## Musikdirektoren und Dirigenten
- Philipp Heinrich Erlebach (1681–1714)
- Conrad Heinrich Lyra (1714–1738)
- Johann Graf (1738–1745)
- Christoph Förster (1745)
- Christian Ernst Graf (1745–1747)
- Georg Gebel (1747–1753)
- Christian Gotthelf Scheinpflug (1754–1770)
- Johann Wilhelm Gehring (1770–1787)
- Johann August Bodinus (1787–1792)
- Heinrich Christoph Koch (1792–1793)
- Johann Christian Eberwein (1794–1817)
- Traugott Maximilian Eberwein (1817–1831)
- Friedrich Müller (1835–1854)
- Ludwig Eberwein (1854–1855)
- Hermann Hesselbarth (1855–1893)
- Rudolph Herfurth (1893–1911)
- Otto Hartung (1911–1920)
- Ernst Wollong (1921–1924)
- Erich Böhlke (1924–1926)
- Helmut Kellermann (1926–1927)
- Joseph Trauneck (1928–1932)
- Hans Swarowski (1933–1934)
- Max Stumböck (1934–1935)
- Karl Vollmer (1936–1941)
- Helmut Diedrich (1945–1948)
- Wilhelm Biesold (1948–1949)
- Max Giernoth (1949–1951)
- Heinz Köppen (1951–1959)
- Carl Ferrand (1959–1961)
- Rolf Stadler (1961–1970)
- Klaus-Dieter Demmler (1970–1977)
- Konrad Bach (1977–1997)
- Oliver Weder (seit 1997)

## CD-Veröffentlichungen (Auswahl)
- Franz Carl Adelbert Eberwein, Entreactes & Gesänge zu Goethes Faust in: Weimarer Klassik, Vol. 4, Ars (2020)
- Weimarer Klassik - Musikalische Kostbarkeiten aus Thüringer Archiven, mit Werken von Christian Gotthelf Scheinpflug, Johann Ludwig Krebs, Christian Wilhelm Carl, Heinrich Christoph Koch, Carl Eberwein, Traugott Maximilian Eberwein, jpc (2016)
- Eduard Lassen, Faust I - Die wiederentdeckte Schauspielmusik, Harms Achtergarde Real Music Solutions (H.A.R.M.S.) (2015)
- Karl Ditters von Dittersdorf, Klavierkonzerte in A-Dur & B-Dur, Christiane Klonz (Klavier), Classical Excellence (2009)
- Hans Pfitzner, Das Herz, op. 39, Hans Pfitzner Gesellschaft (1994)